# 馬保羅
馬保羅（葡萄牙語：Paulo Lowndes Marques，澳葡官定譯名為馬保羅；1941年8月21日—2011年1月1日），葡萄牙政治人物、律師、作家、歷史學家，曾任葡萄牙外交部長，是葡萄牙人民黨的創始成員。他的父親是葡萄牙人，母親是英國人。他是英葡關係的積極推動者。
馬保羅畢業於里斯本大學法學院，獲得法學士學位。
他曾獲授大英帝國勳章及殷理基皇子勳章，亦為馬耳他騎士團成員。